# Jean Baptiste Antoine Auget de Montyon
Jean Baptiste Antoine Auget de Montyon (Párizs, 1733. december 23. – Párizs, 1820. december 19.) francia filantróp, közgazdász, író.

## Élete
Rövid ideig (1766) a királyi tanács tagja volt, de független és szabadelvű gondolkodásmódjáért Maupeon ezen állásától elmozdította. Azután csak 1775-ben lépett ismét állami szolgálatba, és Provence, majd Auvergne, végül La Rochelle intendánsa volt. 1780-ban Artois gróf titkára lett, akivel a forradalom kitörése után Angliába kivándorolt; itt írta 1796-ban Rapport, fait a Sa Maj. Louis XVIII sur les principees de la monarchie française c. művét. A második restauráció után visszatért Franciaországba és minden tevékenységét jótékony célok előmozdítására szentelte; tekintélyes vagyonának nagy részét is jótékony célokra hagyományozta; ezek közt legismertebb a Montyon-erénydíj (Prix de vertu), melyet már 1782-ben megalapított.